# Hildegonde de Schönau
Hildegonde de Schönau, née à Helpenstein en mars 1170 et morte le 20 avril 1188 à Schönau (Palatinat du Rhin), est une mystique allemande, non reconnue comme sainte par l’Église.
Fêtée le 20 avril par la martyrologie de Cîteaux et de Saint-Benoît, son culte n'a jamais été officiellement approuvé.

## Biographie
Son père, chevalier de Neuss l'emmène lorsqu'elle a 12 ans, en pèlerinage en Terre Sainte après la mort de sa mère. Pour sa protection durant le voyage, il l'habille en garçon et l'appelle Joseph. Mais, son père meurt sur le chemin du retour. Hildegonde est alors volée et abandonnée à Tyr par l'homme chargé de sa protection. Toujours habillée en garçon, elle réussit à rentrer en Allemagne, où elle devient servante d'un vieux chanoine de Cologne. Avec lui, elle commence un voyage pour rendre visite au pape, qui vivait alors, à cette époque, à Vérone. Accusée d'être une voleuse et condamnée à mort, elle est sauvée en subissant l'épreuve du fer rouge.
De retour en Allemagne, elle rejoint en 1186 l'abbaye de Schönau comme novice cistercienne et y est admis sous le nom de « Frère Joseph ». Elle tente de s'enfuir deux ou trois fois et n'a jamais prononcé ses vœux. Deux ans plus tard, épuisée par les travaux manuels, elle y meurt. Ce n'est que durant la toilette mortuaire qu'on se rend compte que ce novice était en réalité une femme.
Elle raconte ses aventures (mais pas son travestissement) au moine chargé de son instruction. L'année de son décès, un abbé d'un monastère voisin écrit un récit de sa vie.